# Gijs Brouwer
Gijs Brouwer (Houston, 14 maart 1996) is een Nederlands tennisser uit Venhuizen.

## Persoonlijk
Zijn ouders woonden ruim tien jaar in Houston, maar verhuisden twee maanden na zijn geboorte naar Nederland. Hij heeft de Nederlandse nationaliteit en heeft uiteindelijk afstand gedaan van zijn Amerikaanse nationaliteit. Na de havo-opleiding is Brouwer gaan studeren bij de Johan Cruyff University, waar hij in 2014 zijn propedeuse haalde.

## Carrière
Gijs Brouwer begon met tennissen toen hij vijf jaar was. Hij speelde eerst bij TV De Drieban te Hem en werd een paar jaar later lid van TPV Hoorn in Hoorn. Hij speelt linkshandig en in Nederland traint hij vooral op het trainingscentrum van de KNLTB in Amstelveen.
In de ruim zeven jaar van 2016 tot februari 2023 steeg hij op de ATP-wereldranglijst van nummer 763 naar 116. Alleen in 2019 had hij een terugval; in dat jaar had hij een peesblessure en ging hij op een toernooi zwaar door zijn enkel.

### Resultaten
Bij zijn ATP-debuut in het seizoen 2022, op het ATP-toernooi van Houston, behaalde hij als qualifier de kwartfinale. Hij versloeg Feliciano López en daarna J.J. Wolf en werd in de kwartfinale uitgeschakeld door de als derde geplaatste Reilly Opelka, de latere toernooiwinnaar.
Als qualifier plaatste hij zich voor zijn eerste grandslamtoernooi, de US Open 2022, waar hij tot de tweede ronde reikte. 
In 2023 kreeg hij door de afzegging van Gaël Monfils een wildcard voor het ATP-toernooi van Rotterdam 2023. Hij haalde daar de kwartfinale door achtereenvolgens te winnen van Marc-Andrea Hüsler en Holger Rune. 
In het dubbelspel won hij twee Challengertoernooien: het toernooi van Puerto Vallarte (Mexico) met Reese Stalder en het toernooi van Tallahassee (VS) met Christian Harrison.

### Rankings
Van 2016 tot 2023 steeg Brouwer elk jaar op de ATP-wereldranglijst, met uitzondering van het blessurejaar 2019.
| ATP Singles Rankings | ATP Singles Rankings |
| Jaar                 | Positie              |
| -------------------- | -------------------- |
| 2016                 | 763                  |
| 2017                 | 512                  |
| 2018                 | 366                  |
| 2019                 | 449                  |
| 2020                 | 468                  |
| 2021                 | 368                  |
| 2022                 | 156                  |
| 2023 (27 februari)   | 114                  |